# Irlande au Concours Eurovision de la chanson 1987
L'Irlande a participé au Concours Eurovision de la chanson 1987 à Bruxelles, en Belgique. C'est la 22e participation et la 3e victoire de l'Irlande au Concours Eurovision de la chanson.
Le pays est représenté par Johnny Logan — qui a déjà représenté l'Irlande en 1980 et en remportant également ce concours — et la chanson Hold Me Now, sélectionnés lors d'une finale nationale organisée par la Raidió Teilifís Éireann (RTÉ).

## Sélection

### National Song Contest 1987
La Raidió Teilifís Éireann, la Radio-télévision d'Irlande, (RTÉ) organise une finale nationale, la National Song Contest 1987, pour sélectionner l'artiste et la chanson qui représenteront l'Irlande au Concours Eurovision de la chanson 1987.
La finale nationale, présentée par Marty Whelan (en) et la représentante irlandaise de 1973 Maxi, a eu lieu le 8 mars 1987 au Gaiety Theatre à Dublin.
Les chansons sont interprétées en anglais et en irlandais, langues officielles de l'Irlande.

#### Finale
| Ordre | Artiste              | Chanson                     | Traduction                    | Langue    | Points | Place |
| ----- | -------------------- | --------------------------- | ----------------------------- | --------- | ------ | ----- |
| 1     | Rosie Hunter         | I'm in a Tizzy              | Je suis en panique            | Anglais   | 67     | 7     |
| 2     | Jody McStravick      | Louise                      | -                             | Anglais   | 60     | 8     |
| 3     | Charlie McGettigan   | Are You Shy?                | Es-tu timide ?                | Anglais   | 75     | 3     |
| 4     | Valerie Armstrong    | Ó d'imigh tú uaim           | Depuis que tu m'as laissée    | Irlandais | 71     | 4     |
| 5     | Spyder Simpson       | All My Life                 | Toute ma vie                  | Anglais   | 69     | 5     |
| 6     | Loudest Whisper (en) | Whisper, Whisper            | Chuchote, chuchote            | Anglais   | 51     | 9     |
| 7     | Paul Duffy           | Every Single Move She Makes | Chaque mouvement qu'elle fait | Anglais   | 95     | 2     |
| 8     | Jenni Stanley        | You're Not Around           | Tu n'es pas ici               | Anglais   | 68     | 6     |
| 9     | Johnny Logan         | Hold Me Now                 | Serre-moi maintenant          | Anglais   | 114    | 1     |

## À l'Eurovision

### Points attribués par l'Irlande
| 12 points | Italie      |
| 10 points | France      |
| 8 points  | Chypre      |
| 7 points  | Allemagne   |
| 6 points  | Pays-Bas    |
| 5 points  | Israël      |
| 4 points  | Danemark    |
| 3 points  | Royaume-Uni |
| 2 points  | Norvège     |
| 1 point   | Yougoslavie |

### Points attribués à l'Irlande
| 12 points                                                                           | 10 points                        | 8 points                      | 7 points | 6 points                  |
| ----------------------------------------------------------------------------------- | -------------------------------- | ----------------------------- | -------- | ------------------------- |
| - Autriche - Belgique - Finlande - Italie - Pays-Bas - Royaume-Uni - Suède - Suisse | - Espagne - Luxembourg - Turquie | - Chypre - Norvège - Portugal |          | - Allemagne - Yougoslavie |
| 5 points                                                                            | 4 points                         | 3 points                      | 2 points | 1 point                   |
| - Danemark                                                                          | - Israël                         |                               |          | - France                  |

Johnny Logan interprète Hold Me Now en 20e position, après le Danemark et avant la Yougoslavie. Au terme du vote final, l'Irlande termine 1re sur 22 pays avec 172 points.